# Risa Shimizu
Pour les articles homonymes, voir Shimizu.
Risa Shimizu (清水 梨紗, Shimizu Risa), née le 15 juin 1996 à Hyogo, est une footballeuse internationale japonaise évoluant au poste de défenseur à Manchester City.

## Biographie

### Carrière en club
En 2013, Risa Shimizu commence sa carrière avec son club formateur, le NTV Beleza. 

### Carrière internationale
En 2012, Risa Shimizu est sélectionnée avec l'équipe nationale japonaise des moins de 17 ans afin de participer à la Coupe du monde des moins de 17 ans.
Le 28 février 2018, elle fait ses débuts avec l'équipe nationale japonaise lors de l'Algarve Cup 2018, contre les Pays-Bas.
Risa Shimizu dispute également la Coupe d'Asie en 2018, remportant le trophée. 
Risa Shimizu fait ensuite partie des 23 joueuses japonaises retenues afin de participer à la Coupe du monde 2019 organisée en France.

## Palmarès
Équipe du Japon:
- Vainqueur de la Coupe d'Asie en 2018

 NTV Beleza:
- Championne du Japon en 2015, 2016, 2017 et 2018
- Vainqueur de la Coupe du Japon en 2014 et 2017
- Vainqueur de la Coupe de la Ligue japonaise en 2016 et 2018